# Darkside (Bring Me the Horizon)
Darkside è un singolo del gruppo musicale britannico Bring Me the Horizon, pubblicato il 18 ottobre 2023 come quinto estratto dall'ottavo album Post Human: Nex Gen.
Si tratta dell'ultimo singolo pubblicato con il tastierista Jordan Fish, la cui separazione dal gruppo è stata annunciata nel dicembre 2023.

## Video musicale
Per il singolo non è stato pubblicato un video ufficiale, bensì un lyric video realizzato utilizzando una grafica richiamante le finestre di dialogo del sistema operativo Windows XP sovrapposto a diverse immagini horror e criptiche.

## Tracce
Testi di Oliver Sykes e Zakk Cervini, musiche di Oliver Sykes, Jordan Fish, Lee Malia, Matt Nicholls, Andrew Goldstein, Zakk Cervini e Gianni Taylor.
1. Darkside – 2:45

## Formazione
Gruppo
- Oliver Sykes – voce, produzione
- Lee Malia – chitarra
- Matt Kean – basso
- Matthew Nicholls – batteria
- Jordan Fish – programmazione, produzione

Altro personale
- Zakk Cervini – programmazione, produzione, missaggio
- Daidai – produzione
- Julian Gargiulo – ingegneria del suono, missaggio
- Gianni Taylor – cori, produzione aggiuntiva

## Classifiche
| Classifica (2023)                | Posizione massima |
| -------------------------------- | ----------------- |
| Regno Unito                      | 31                |
| Regno Unito (rock & metal)       | 2                 |
| Stati Uniti (mainstream rock)    | 31                |
| Stati Uniti (rock & alternative) | 42                |